# Abdul Rahman (König)

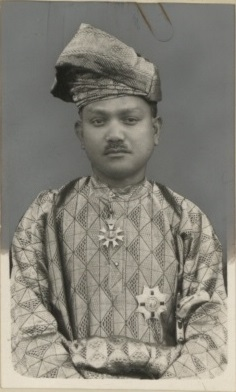
Abdul Rahman 1937

Tuanku Abdul Rahman ibni Almarhum Tuanku Muhammad (* 24. August 1895 in Kuala Lumpur; † 1. April 1960 in Seri Menanti, Negeri Sembilan) war der erste Yang di-Pertuan Agong (König) von Malaysia nach der Unabhängigkeit am 31. August 1957. 
Er war seit 1933 Staatsoberhaupt (Yamtuan Besar) des Bundesstaates Negeri Sembilan. In der malaysischen Wahlmonarchie wurde er bei der ersten Königswahl am 31. August 1957 von den Herrschern von neun Bundesstaaten zum Oberhaupt des Gesamtstaates gewählt.
Abdul Rahman setzte sich mit acht zu eins Stimmen gegen seinen Gegenkandidaten Sultan Abu Bakar von Pahang durch. Seine eigentlich fünfjährige Amtszeit endete mit seinem Tod am 1. April 1960. Sein Nachfolger wurde Sultan Hisamuddin Alam Shah von Selangor.